# Sébastien Lifshitz
Sébastien Lifshitz (ur. 21 stycznia 1968 w Paryżu) – francuski reżyser i scenarzysta filmowy. Autor kilkunastu filmów fabularnych, dokumentalnych i krótkometrażowych, często nagradzany na najważniejszych festiwalach filmowych.
Jest pochodzenia żydowskiego. Nie ukrywa również swojej homoseksualnej orientacji. Studiował w École du Louvre, uzyskał także tytuł licencjata historii sztuki na Uniwersytecie Paryskim. Pracuje jako wykładowca w paryskiej szkole filmowej La Fémis.
Jako reżyser specjalizuje się głównie w tematyce LGBT. Dwukrotny laureat Nagrody Teddy za najlepszy film o tej tematyce na MFF w Berlinie za fabułę Wild Side (2004) oraz dokument Bambi. Życie jak kabaret (2013). Zdobył również analogiczną nagrodę Queerowej Palmy na 69. MFF w Cannes za film dokumentalny Kilka żyć Teresy (2016).